# Askidiosperma alticola
Askidiosperma alticola là một loài thực vật có hoa trong họ Restionaceae. Loài này được (E.Esterhuysen) H.P.Linder mô tả khoa học đầu tiên năm 2001.